# خج و سیامند
خج و سیامند، نام یکی از منظومه‌های عاشقانه کردی است. خج و سیامند نام دو دلداده و شخصیت‌های اصلی این داستان است.